# August von Fligely
August von Fligely (26. září 1810, Janów Lubelski – 12. dubna 1879, Vídeň) byl rakouský důstojník a kartograf.
Narodil se ve Varšavském knížectví na území východního Polska ve městě Janów Lubelski. Vystudoval Tereziánskou vojenskou akademii ve Wiener Neustadt a od roku 1836 sloužil jako důstojník generálního štábu ve Vídni. V roce 1853 byl jmenován ředitelem vídeňského C. k. Institutu vojenské geografie. Stal se průkopníkem měření vzdáleností míst se stejnou zeměpisnou délkou a položil základy triangulační sítě Maďarska, Sedmihradska a přilehlých částí Valašska. Podílel se také na třetím vojenském mapování. Při tvorbě map podporoval metodu hlubotisku a fotografickou reprodukci map. V roce 1865 dosáhl hodnosti polního podmaršála.
Do penze odešel v roce 1872 a o sedm let později zemřel ve Vídni. Na jeho počest byl pojmenován mys Fligely – nejsevernější bod Evropy dosažený rakousko-uherskou expedicí k severnímu pólu v roce 1874 a fjord Fligely v Grónsku.